# Циммерман, Вольф Мартин
Вольф Ма́ртин Ци́ммерман (нем. Wolf Martin Zimmermann, ? — 1739) — плавильный мастер из Фрейберга (Саксония), приехавший в Россию в 1701 году в составе группы специалистов по горному делу.
По указу Петра I от 9 февраля 1702 года Рудокопный приказ организовал экспедицию в Олонецкий уезд для поиска полезных ископаемых и мест для строительства заводов под руководством Ивана Фёдоровича Патрушева. Участвовал в этой экспедиции и мастер Циммерман. В результате было построено несколько заводов, в том числе — Петровский завод на берегу реки Лососинки (сейчас — город Петрозаводск). В 1706 году под руководством Циммермана началось строительство Кончезерского медеплавильного завода в селе Кончезеро. Его помощниками были мастера Гавриен Шонфингер и Иеремия Бляшмит, также родом из Саксонии.
В сентябре 1713 года руководство Олонецкими заводами было поручено Георгу Вильгельму де Геннину. Летом 1722 года де Геннин был переведён на Урал для строительства заводов, взяв с собой несколько специалистов, среди которых был и мастер Циммерман. В 1723—1724 годах совместно с капитаном Берглином Циммерман руководил строительством Егошихинского медеплавильного завода, на базе которого был образован город Пермь.
Через несколько лет Циммерман вернулся на Олонецкие заводы и летом 1730 года был назначен заместителем начальника заводов. Ему было поручено подготовить Кончезерский завод к пуску после простоя. В 1735 году Циммерман возглавил Олонецкие заводы.
В 1720—1730-е годы Циммерман неоднократно подавал прошения об отставке по возрасту. Однако Пётр I высоко ценил его профессиональную деятельность и вместо отставки повышал ему жалование.
Вольф Мартин Циммерман скончался на Кончезерском заводе в феврале 1739 года.